# Tschepone (Distrikt)

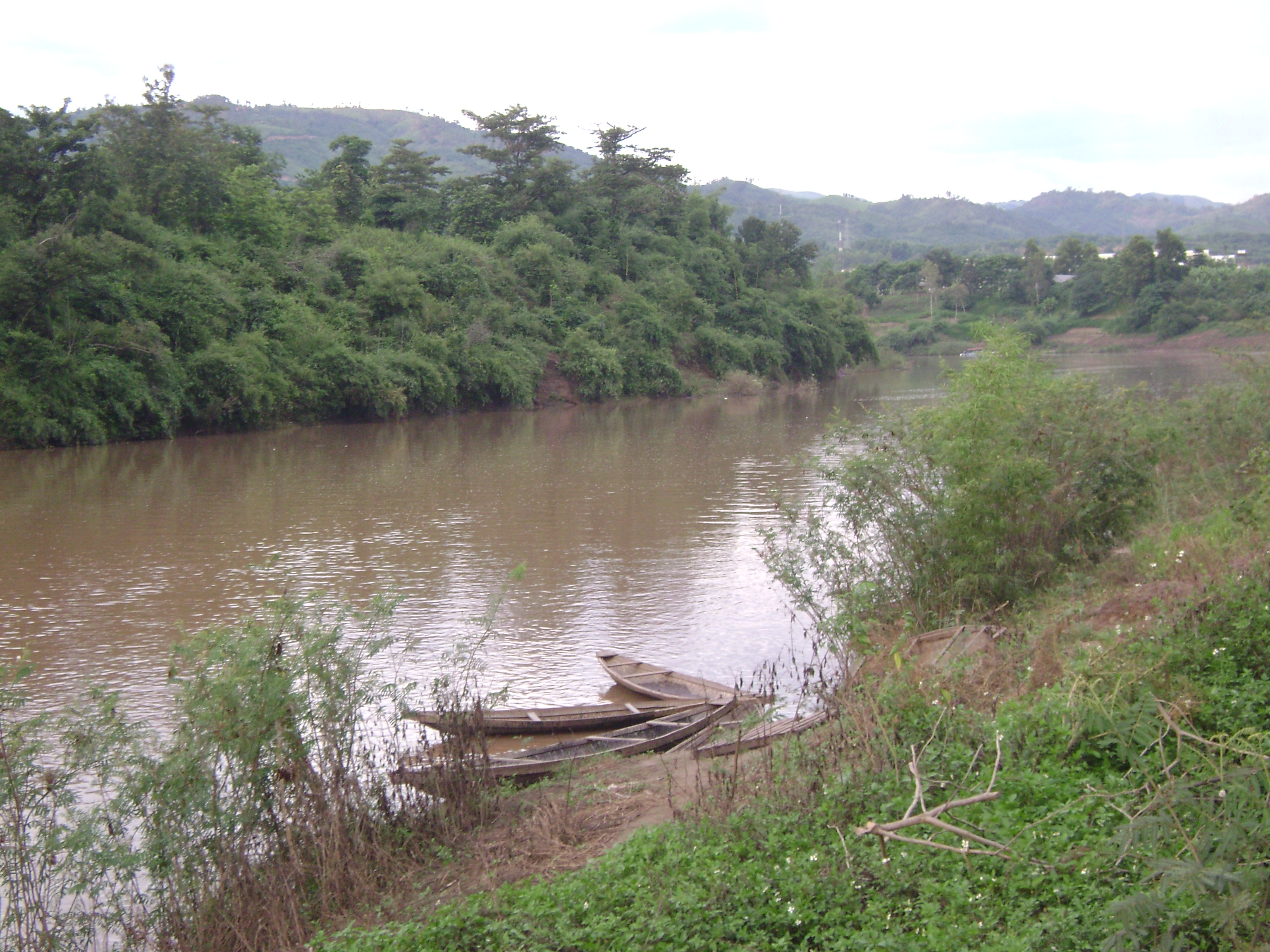
Sepon Fluss im Grenzgebiet zwischen Laos und Vietnam.

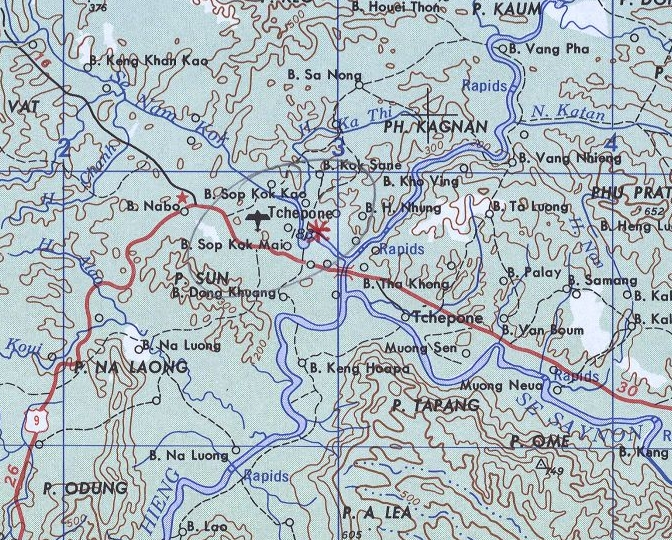
Distrikt Tschepone, (hier Tchepone) auf einer US-Militärkarte aus dem Jahre 1962.

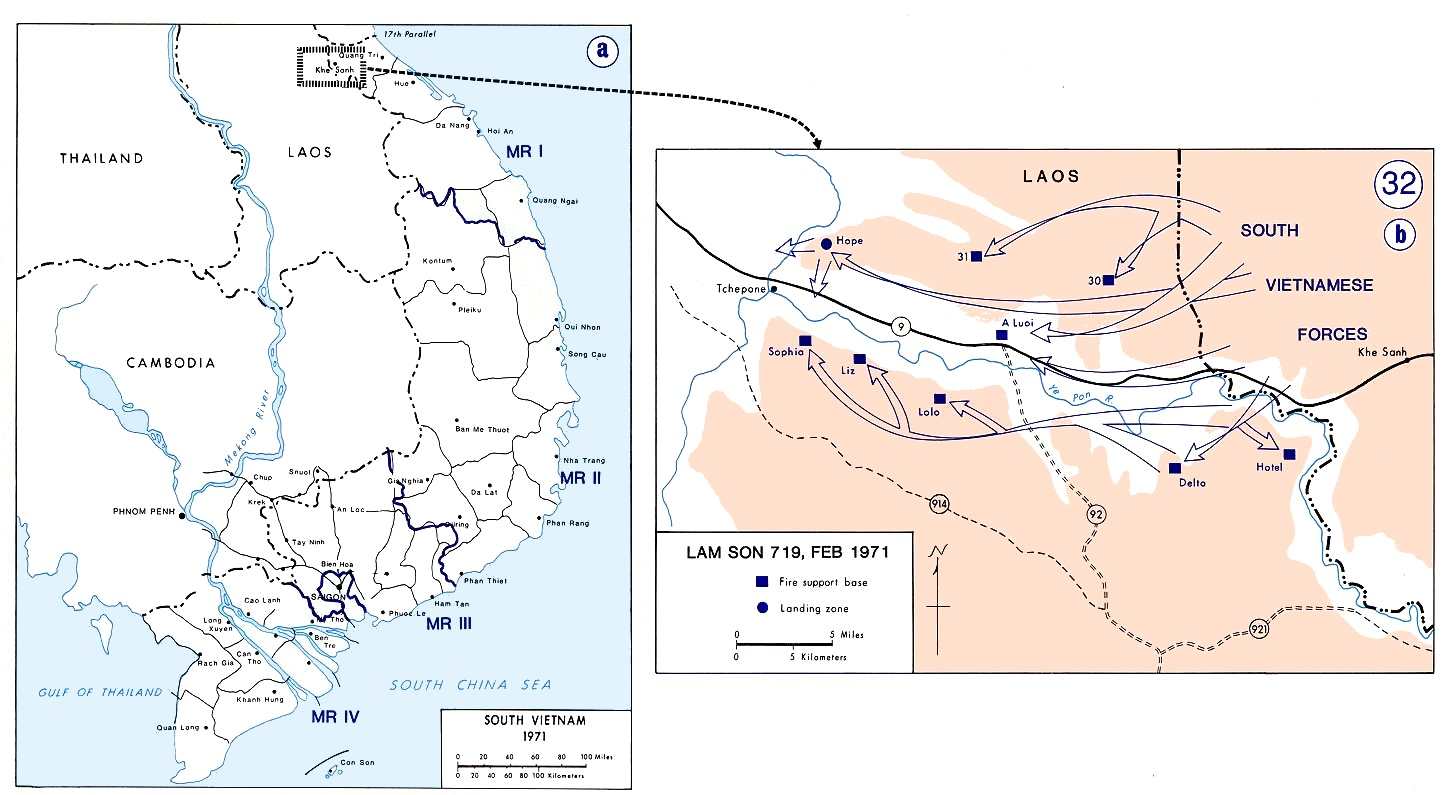
Südvietnamesische Truppenbewegungen im Distrikt Tschepone im Februar 1971. (Man beachte die Falschschreibung Ye Pon statt Se Pon)

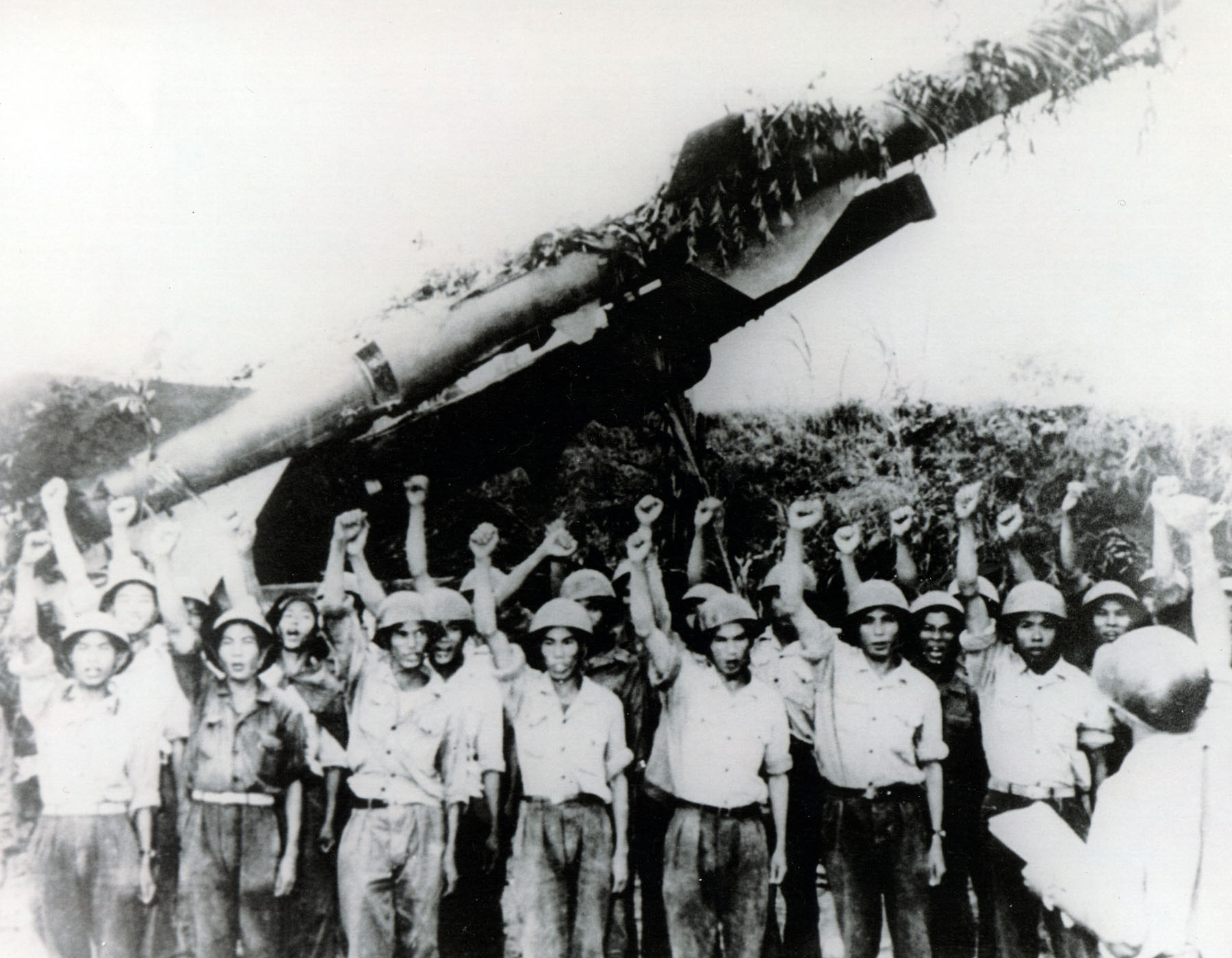
Nordvietnamesische Truppen im Distrikt Tschepone mit Flugabwehrraketen.

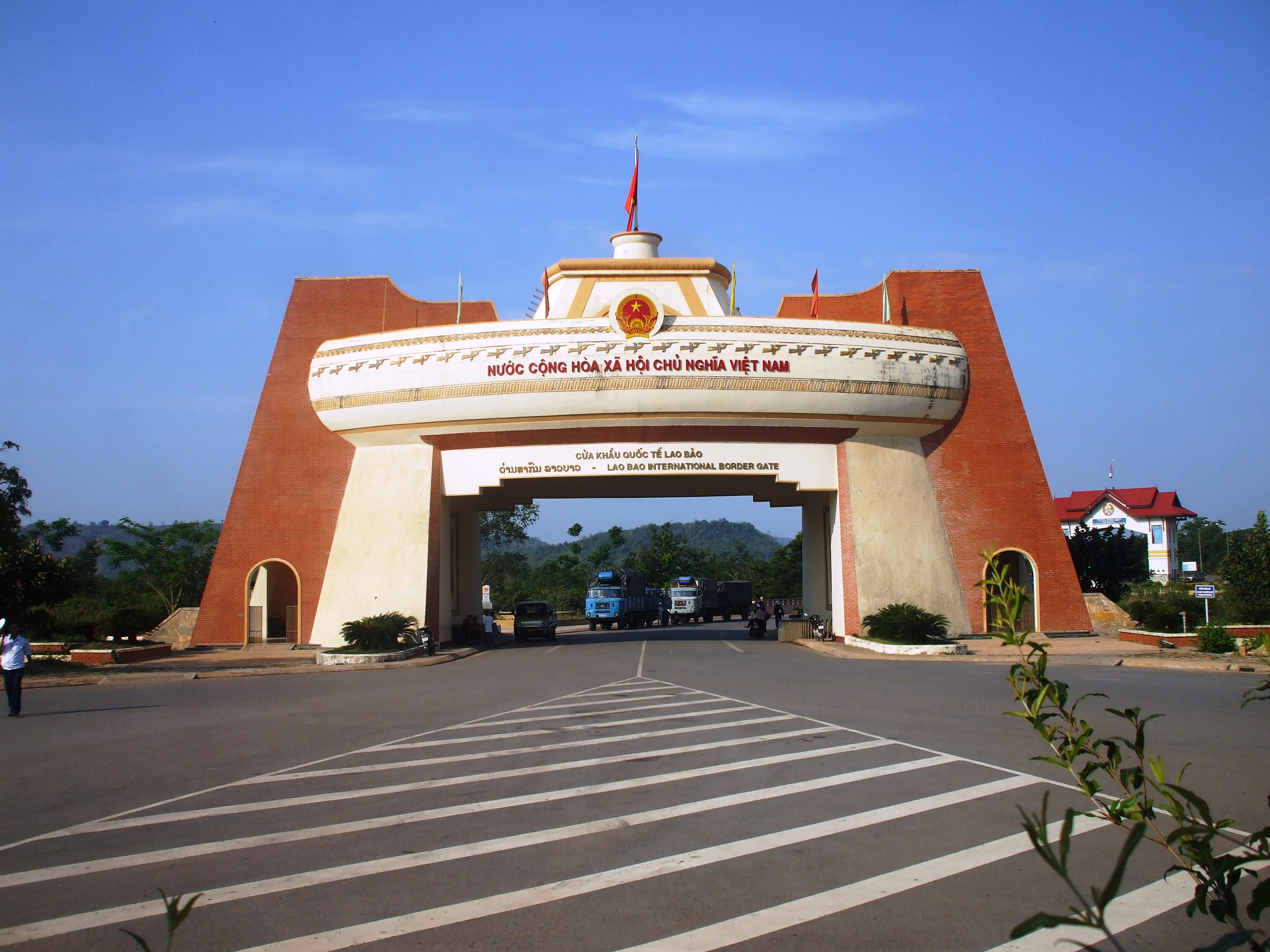
Der Grenzübergang Dansavan / Lao Bảo.

Tschepone (Laotisch: ເມືອງເຊໂປນ ausgesprochen Müang Sepon, auch Sepon, Tchepone oder Xépôn, Thai เมืองเซโปน) ist ein Distrikt in der Laotischen Provinz Savannakhet. Im Süden des Landes. Der Distrikt grenzt an Vietnam und wird von der Laotischen Staatsstraße 9 durchquert. Der Sitz der Verwaltung befindet sich in einem Dorf mit gleichem Namen. Berühmt wurde der Distrikt und das Dorf durch den Vietnamkrieg. Der Distrikt und das Dorf Tschepone war das Ziel der Vietnamesisch, Amerikanischen Offensive Operation Lam Son 719 im Februar und März 1971. Tschepone war von fundamentaler Bedeutung für die Nordvietnamesische Armee und diente als Nachschubs Basis und war dementsprechend gesichert. Durch den Distrikt führte der Ho-Chi-Minh-Pfad und war deshalb von strategischer Bedeutung. Die von Vietnam angelegten Straßen stammen aus dieser Zeit. Der Distrikt gilt als gefährlich und ist durch Blindgänger und zurückgelassenes Militärgerät verseucht. Auch ist die Gegend um Tschepone für seine Gold und Kupferminen bekannt. Der Australische Konzern Rio Tinto betrieb 40 Kilometer nördlich des Dorfes Tschepone eine Mine. Inzwischen gehört die Mehrheit der Gesellschaft dem chinesischen Staat mit 74 %. Die restlichen Anteile gehören OZ Minerals, einer australischen Bergwerksgesellschaft und dem laotischen Staat 10 %. 2015 hatte der Distrikt 56.213 Einwohner. Durch den Distrikt fließt der Sepon. Es gibt einen Grenzübergang zwischen Laos und Vietnam im Dorf Densavan.

## Geographie
Der Distrikt Tschepone besteht aus einer Hochebene auf 170 Meter Höhe über Meeresspiegel, welche von bis zu 700 Meter hohen Bergen flankiert wird. Die Hochebene ist Ost - West ausgerichtet. Der Distrikt grenzt im Norden an den Distrikt Virabuli, im Süden an den Distrikt Pong, und im Westen an den Distrikt Pinh. Den Osten bildet die Grenze zu Vietnam. Die Hochebene wird durch den Tschepone (Sepon) durchflossen und ist zirka 50 Kilometer lang. Der Distrikt hat eine Fläche von 2.325 Quadratkilometer. Der Distrikt verfügt mit der Nationalstraße 9 über eine wichtige Verkehrsverbindung zwischen Thailand und Vietnam. Der Distrikt ist landwirtschaftlich geprägt. Neben Reis werden Bananen, Mais, Zuckerrohr und Kartoffeln in Plantagen angebaut. Der Distrikt setzt sich aus 88 Dörfern zusammen, welche in 5 Subdistrikte gegliedert sind. Besonders die südlichen Bergketten sind bewaldet und gehören zur Dong Phou Vieng National Protected Area. Der Nationalpark wurde am 7. Juli 1995 eingerichtet und am 21. Mai 1998 auf seine jetzige Größe von 1.970 Quadratkilometer erweitert. Der höchste Punkt bildet der Phou Dotouy mit 1.254 Metern über Meeresspiegel. Der Nationalpark umfasst auch Gebiete der Pinh und Nong Distrikte der Provinz Savannakhet. von Tschepone bis Baan Dong bildet der Sepone die nördliche Grenze des Parks.

## Geschichte
Der Distrikt Tschepone und seine Umgebung sind schon seit mindestens 3000 Jahren besiedelt. Es gibt Hinweise, dass sich in diesem Gebiet zu dieser Zeit eine große Kupfermine befand. Es wurden Spuren von 20 Meter tiefen Schächten gefunden, und in der Nähe der Minen wurden Gräberfelder entdeckt. Im 15. Jahrhundert wurde das Dorf Tschepone gegründet, wahrscheinlich von vietnamesischen Einwanderern. 1930 baute die französische Kolonialverwaltung eine Straße zwischen der Stadt Savannakhet und der vietnamesischen Grenze. 1950 wurde ein französischer Militärflughafen errichtet, welcher nach der Unabhängigkeit des Landes vom laotischen Militär betrieben wurde. 1961 wurden Teile des Distrikts von Nordvietnamesischen Truppen und Kämpfern der Pathet Lao überrannt und zu einem militärischen Logistikzentrum ausgebaut. Der Distrikt und das Dorf Tschepone wurden wiederholt von der US-Luftwaffe bombardiert. Tschepone wurde komplett zerstört und das Dorf wurde nach dem Krieg auf dem Gelände des ehemaligen französischen Flughafens neu errichtet. Die Bevölkerung musste während des Krieges in die Berge fliehen. Die US-Luftwaffe zerstörte 6.500 Gebäude, nahezu den gesamten Bestand.
Am 23. Januar 1968 war der Distrikt Schauplatz von Gefechten zwischen laotischen und nordvietnamesischen Truppen. Dabei setzten die Nordvietnamesen das erste Mal im Vietnamkrieg Panzer und gepanzerte Fahrzeuge ein. Die Schlacht, welche unter dem Namen Kampf um Ban Houei Sane in die Geschichte einging, ereignete sich an der Nationalstraße 9 zwischen Baan Dong und Dansavan. Die Nordvietnamesen griffen mit PT-76 Panzern sowjetischer Bauart eine Militärstellung der laotischen königlichen Armee an, welche von 700 Laotischen Freiwilligen verteidigt wurde. Dem nordvietnamesischen 24. Regiment der 304. Division gelang es die Stellung zu erobern und die Laoten mussten sich mit ihren Familienangehörigen über die Grenze nach Vietnam zurückziehen. 520 Soldaten des 33. Königlich Laotischen Elefanten Battalions mit 2000 Angehörigen konnten sich am 24. Januar 1968 nach Vietnam retten. Die Nordvietnamesen stießen nach und konnten am 7. Februar 1968 ein Special Forces Camp der US-Armee in Lang Vei in der Nähe des Grenzübergangs Dansavan / Lao Bảo überrennen, wohin sich die laotischen Soldaten mit ihren Familien geflüchtet hatten. Auch hier setzte die nordvietnamesische Armee Panzer ein und die Schlacht ging unter dem Namen Kampf um Lang Vei in die Geschichte des Vietnam Kriegs ein. Die Überlebenden dieser Schlacht wurden nach Khe Sanh evakuiert, und von dort mit Flugzeugen nach Laos zurückgebracht. Die Amerikaner waren außerstande die Laoten in Lang Vei militärisch zu unterstützen, da die Marineinfanterie selber von nordvietnamesischen Truppen belagert worden waren, und das Dorf Khe Sanh am Fuße der Basis von Nordvietnamesen angegriffen worden war. Siehe Schlacht um Khe Sanh.
1971 versuchten südvietnamesische Truppen mit Hilfe der US-Luftwaffe den Distrikt zu erobern. Nach schwersten Kämpfen mussten sich die Südvietnamesischen Truppen wieder zurückziehen. Die Eroberung der Staatsstraße 9 gelang nicht und der Nachschub der Vietkong und der regulären nordvietnamesischen Truppen in Südvietnam konnte nicht unterbunden werden. 1998 wurde Gold und Kupfer in der Gegend entdeckt. Diese werden seither industriell ausgebeutet und abgebaut. Auch spielt das Transportgewerbe eine große Rolle.

## Sehenswürdigkeiten
- In Baan Dong (20 Kilometer östlich der Ortschaft Tschepone, direkt an der Nationalstraße 9) befindet sich ein laotisches Kriegsmuseum, welches die Operation Lam Son 719 zum Thema hat und einige erbeutete Panzer und einen Hubschrauber ausstellt.[9]
- Dong Phou Vieng National Protected Area: Der Nationalpark kann durch die nach Süden führende Provinzstraße 4 von vom Dorf Baan Dong erreicht werden. Von dieser Straße führen einige Abzweigungen zu kleinen Dörfern im Park.
- Der Grenzübergang von Grenzübergangs Dansavan / Lao Bảo verfügt auf beiden Seiten der Grenze über gute Einkaufsmöglichkeiten.